# 中国政府公开信息整合服务平台
中国政府公开信息整合服务平台（Chinese Government Public Information Online），是由中国国家图书馆等单位共同建设的中国政府信息公开领域的第一个垂直搜索引擎。

## 简介
2007年4月，中华人民共和国国务院总理温家宝签署第492号国务院令，公布《中华人民共和国政府信息公开条例》，自2008年5月1日起施行。该条例第十六条规定：“各级人民政府应当在国家档案馆、公共图书馆设置政府信息查阅场所，并配备相应的设施、设备，为公民、法人或者其他组织获取政府信息提供便利。……行政机关应当及时向国家档案馆、公共图书馆提供主动公开的政府信息。”
2008年5月1日，《中华人民共和国政府信息公开条例》施行。中国国家图书馆根据该条例要求，规划建立整合机制，以整合分散在各个政府网站的政府公开信息。2008年11月，中国国家图书馆与北京拓尔思信息技术股份有限公司（简称TRS）达成协议，共同建设中国政府公开信息整合服务平台。2009年5月1日之前，中国政府公开信息整合服务平台开通。
2011年10月27日，由中国国家图书馆联合省市图书馆共建的“中国政府公开信息整合服务平台”上线仪式在中国图书馆年会数字图书馆推广工程分会场举行。
中国政府公开信息整合服务平台的终极目标是：“联合全国省、市、区、县各级公共图书馆采用分层建设、共建共享的模式完成政府信息的整合与服务。”